# Lodi, California
Lodi /ˈloʊ.daɪ/ /LOH-daɪ/ là một thành phố nằm ở Hạt San Joaquin, California, ở phần phía bắc của Thung Lũng Trung Tâm California. Dân số ở đây là 62.134 trong cuộc điều tra dân số năm 2010. Dân số ước tính của Lodi tính đến ngày 1 tháng 7 năm 2013 là 64,338.
Lodi nổi tiếng là một trung tâm sản xuất rượu vang ("Zinfandel Capital of the World"), mặc dù các loại rượu của nó có truyền thống kém uy tín hơn so với các quận Sonoma và Napa. Woodbridge gần đó là quê hương của nhà máy rượu vang nổi tiếng, Woodbridge của Robert Mondavi. Mondavi lớn lên ở Lodi, và Mondavi Winery được coi là một trong những hãng có ảnh hưởng nhất trong ngành công nghiệp rượu vang Mỹ.
Lodi đã thu hút sự chú ý của quốc tế vào năm 2005 khi người dân địa phương Hamid và Umer Hayat bị bắt và bị buộc tội trong phiên tòa do cuộc khủng bố đầu tiên ở bang California.

## Dân số

### 2010
Cuộc Điều tra Dân số Hoa Kỳ năm 2010 đã báo cáo rằng Lodi có dân số 62.134 người. Mật độ dân số là 4.494,5 người trên một dặm vuông (1.735,3 / km²). Tỷ lệ chủng tộc của Lodi là 44,715 (71,9%) người da trắng, 517 (0,8%) người Mỹ gốc Phi, 560 (0,9%) người Mỹ bản địa, 4,293 (6,9%) người châu Á, 105 (0,2%) người đảo Thái Bình Dương, 11,164 (18,0%) từ các chủng tộc khác, và 2,833 (4,6%) từ hai hoặc nhiều chủng tộc. Tây Ban Nha hoặc La tinh của bất kỳ chủng tộc nào chiếm 22.613 người (36,4%). Có 22.097 hộ gia đình, trong đó 8,462 (38,3%) có con dưới 18 tuổi sống với gia đình, 10.952% (49,6%) là cặp vợ chồng kết hôn với nhau, 2,917 (13,2%) là phụ nữ độc thân, 1,389 (6,3%) là đàn ông độc thân. 5.547 hộ gia đình (25,1%) được tạo thành từ các cá nhân và 2,567 (11,6%) có người sống một mình từ 65 tuổi trở lên. Quy mô hộ gia đình trung bình là 2,78. Có 15.258 hộ (chiếm 69,1% tổng số hộ); kích thước trung bình của một hộ gia đình là 3,35.
Dân số được tăng lên với 17.282 người (27,8%) dưới 18 tuổi, 5.863 người (9,4%) tuổi từ 18 đến 24, 15.931 người (25,6%) tuổi từ 25 đến 44, 14,681 người (23,6%) tuổi từ 45 đến 64 và 8.377 người (13,5%) từ 65 tuổi trở lên. Độ tuổi trung bình là 34,3 tuổi. Cứ 100 nữ giới thì có 95,5 nam giới. Cứ 100 nữ từ 18 tuổi trở lên, có 92,1 nam giới.
Có 23.792 đơn vị nhà ở với mật độ trung bình 1.721.0 mỗi dặm vuông (664.5 / km²), trong đó 12.091 (54.7%) là chủ sở hữu sinh sống, và 10,006 (45.3%) là nhà ở cho thuê. Tỷ lệ trống của nhà ở có chư là 2,3%; tỷ lệ trống cho thuê là 8,2%. 32.153 người (51,7% dân số) sống trong các đơn vị nhà ở do chủ sở hữu sinh sống và 29,304 người (47,2%) sống trong các đơn vị nhà ở cho thuê.
Có khoảng 4.336 người trưởng thành chưa qua trường lớp. 9,175 người có trình độ trung học phổ thông, 8,910 cá nhân chỉ hoàn thành giáo dục trung học, 8,367 tham gia vào một số trường đại học và những người có bằng sau đại học là 1.685 người. Tổng tỷ lệ phần trăm có bằng tốt nghiệp trung học hoặc bậc học cao hơn chiếm 79% dân số.

### 2000
Theo điều tra dân số năm 2000, 51.000 người hoặc 14.339 gia đình cư trú trong thành phố, trong 20.692 hộ gia đình. Mật độ dân số nơi đây là 4.657,9 người trên một dặm vuông (1.798,0 / km²). Có 21.378 đơn vị nhà ở với mật độ trung bình 1.747.0 trên mỗi dặm vuông (674.4 / km²). Tỷ lệ chủng tộc của thành phố là 74,42% người da trắng, 0,60% người Mỹ gốc Phi, 0,87% người Mỹ bản xứ, 5,05% người châu Á, 0,12% người Thái Bình Dương, 13,99% từ các chủng tộc khác và 4,95% từ hai hoặc nhiều chủng tộc. 27,13% dân số là người gốc Tây Ban Nha hoặc La tinh của bất kỳ chủng tộc nào.
Trong số 20.692 hộ gia đình được điều tra năm 2000, 35,8% có trẻ em dưới 18 tuổi, 51,7% là các cặp vợ chồng chung sống với nhau, 12,2% là phụ nữ độc thân, và 30,7% không phải là gia đình. 25,4% hộ gia đình được tạo thành từ các cá nhân và 11,2% có người sống một mình từ 65 tuổi trở lên. Quy mô hộ trung bình là 2,71 và quy mô gia đình trung bình là 3,25.
Trong thành phố, dân số được tăng lên với 28,2% dưới 18 tuổi, 9,6% từ 18 đến 24, 28,1% từ 25 đến 44, 19,8% từ 45 đến 64, và 14,3% người từ 65 tuổi trở lên. Độ tuổi trung bình là 34 tuổi. Cứ 100 nữ giới thì có 95,3 nam giới. Cứ 100 nữ từ 18 tuổi trở lên thì có 91,8 nam giới.
Thu nhập trung bình cho một hộ gia đình trong thành phố là $ 39,570, và thu nhập trung bình cho một gia đình là $ 47,020. Nam giới có thu nhập trung bình là $ 37,738 so với $ 27,073 đối với nữ giới. Thu nhập bình quân đầu người của thành phố là 18.719 đô la. 16,7% dân số và 12,3% gia đình ở dưới mức nghèo khổ. Trong tổng dân số, 23,3% trẻ em dưới 18 tuổi và 9,6% trong số những người từ 65 tuổi trở lên sống dưới mức nghèo khổ.

## Khí hậu
Lodi có mùa đông mát mẻ, ẩm ướt, thường được đặc trưng bởi sương mù đất dày đặc, và mùa hè rất ấm áp, khô. Theo hệ thống phân loại khí hậu Köppen, Lodi có khí hậu Địa Trung Hải nóng mùa hè (Köppen Csa).
Nhiệt độ trung bình tháng một tối đa là 55 °F (13 °C) và tối thiểu là 37 °F (3 °C). Nhiệt độ trung bình tháng 7 tối đa là 91 °F (33 °C) và tối thiểu là 57 °F (14 °C). Có trung bình 65,3 ngày với nhiệt độ ở mức cao là 90 °F (32 °C) hoặc cao hơn và trung bình là 30,5 ngày với nhiệt độ ở mức thấp nhất là 32 °F (0 °C) hoặc thấp hơn. Nhiệt độ cao kỷ lục là 111 °F (44 °C) vào ngày 15 tháng 6 năm 1961. Nhiệt độ thấp kỷ lục là 11 °F (−12 °C) vào ngày 11 tháng 1 năm 1949.
Năm ẩm ướt nhất là năm 1983 với 35,4 inch (90 cm) và năm khô nhất là 1976 với 7,18 inch (18,2 cm). Lượng mưa nhiều nhất trong một tháng là 15,01 inch (38,1 cm) vào tháng 1 năm 1911. Lượng mưa nhiều nhất trong 24 giờ là 3,76 inch (9,6 cm) vào ngày 11 tháng 12 năm 1906. Tuyết rất hiếm ở Lodi, nhưng tuyết dày 1,5 inch (3,8 cm) rơi vào ngày 12 tháng 1 năm 1930. Tháng 1 là tháng ẩm ướt nhất nơi đây.